# Cèl·lula de l'àvia
La cèl·lula de l'àvia, de vegades anomenada "neurona de Jennifer Aniston", és una neurona hipotètica que representa un concepte o objecte complex però específic. S'activa quan una persona "veu, escolta o, d'una altra manera, discrimina sensiblement" una entitat específica, com la seva àvia. Contrasta amb el concepte de codificació conjunta (o codificació "grossa"), on el conjunt únic de característiques que caracteritzen l'àvia es detecta com un patró d'activació particular a través d'un conjunt de neurones, en lloc de ser detectat per una "cèl·lula de l'àvia" específica.
El terme va ser encunyat al voltant de 1969 pel científic cognitiu Jerry Lettvin. En lloc de servir com a hipòtesi seriosa, el concepte de "cèl·lula de l'àvia" es va utilitzar inicialment en gran manera en acudits i es va utilitzar com a "home de palla o paper d'alumini" per a una discussió de les teories de conjunt en els llibres de text introductoris. Tanmateix, un concepte similar, el de la neurona gnòstica, va ser introduït uns quants anys abans per Jerzy Konorski com una proposta seriosa.

## Suport

### Cèl·lules selectives de cara
Les neurones visuals de l'escorça temporal inferior del mico disparen selectivament a les mans i a les cares. Aquestes cèl·lules són selectives, ja que no disparen cap a altres objectes visuals importants per als micos, com ara fruites i genitals. La investigació descobreix que algunes d'aquestes cèl·lules es poden entrenar per mostrar una alta especificitat per a objectes visuals arbitraris, i sembla que s'ajusten als requisits de les cèl·lules gnòstiques/àvias. A més, existeix evidència de cèl·lules de l'hipocamp humà que tenen respostes altament selectives a diferents categories d'estímuls incloent respostes altament selectives a rostres humans individuals.

### Cèl·lules de reconeixement específiques individuals
L'any 2005, un estudi de la UCLA i el Caltech va trobar proves de diferents cèl·lules que es disparen en resposta a persones concretes, com Bill Clinton o Jennifer Aniston. Una neurona per a Halle Berry, per exemple, podria respondre "al concepte, l'entitat abstracta, de Halle Berry", i dispararia no només per a imatges de Halle Berry, sinó també al nom real "Halle Berry". Tanmateix, no hi ha cap suggeriment en aquest estudi que només la cèl·lula monitoritzada respongués a aquest concepte, ni es va suggerir que cap altra actriu faria que aquesta cèl·lula respongués (tot i que diverses altres imatges presentades d'actrius no van fer que respongués). Els investigadors creuen que han trobat proves d'escàs, més que de cèl·lules de l'àvia.

### Escàs i representacions distribuïdes
La hipòtesi de la cèl·lula de l'àvia, és una versió extrema de la idea d'esparsa, i no està exempta de crítiques. El contrari de la teoria cel·lular de l'àvia és la teoria de la representació distribuïda, que estableix que un estímul específic està codificat pel seu patró únic d'activitat sobre un gran grup de neurones àmpliament distribuïdes al cervell.